# Океанска кора
Океанската кора е най-горният слой на океанската част от тектонската плоча. Съставена е горена океанска кора с от пилоу лава и дайка, и долна океанска кора с троктолити и габро. Кората покрива втвърдения най-горен слой на мантията. Кората и твърдата мантия заедно образуват океанската литосфера.
Океанската кора се състои основно от мафични скали, богати на желязо и магнезий. Тя е по-тънка от континенталната кора с около 10 km. Вместо това е по-плътна, имайки средна плътност от 2,9 g/cm3, за разлика от континенталната кора с плътност от 2,7 – 2,8 g/cm3.
Кората е резултат от изхвърлен материал от мантията, произхождат от изпод плочата, охладен и, в повечето случаи, модифициран химически от морската вода. Тези изригвания се случват основно при средноокеански хребети, но също и при разпръснати горещи точки по света.

## Състав
Въпреки че пълен разрез на океанската кора все още не е бил издълбаван, геолозите имат няколко доказателства, които им помагат да разбера океанското дъно. Изчисленията за състава се основават на анализи на офиолити (части от океанската кора, които са изтласкани и запазени върху континентите), сравнения на сеизмичната структура на океанската кора с лабораторни измервания на сеизмичните скорости в познатите видове скали и образци от океанското дъно, взети чрез подводни апарати (особено от средноокеански хребети и фрактурни зони) или чрез сондиране. Океанската кора е значително по-проста от континенталната кора и обичайно се разделя на три слоя. Според физичните експерименти, при ниско налягане в мантията океанската кора става по-плътна от обкръжаващата я мантия.
- Първият слой е средно 0,4 km дебел. Съставен е от консолидирани седименти, обикновено тънки или несъществуващи близо до средноокеанските хребети, но по-дебели далеч от хребетите.[6]
- Вторият слой може да бъде разделен на две част: слой 2A, който е дебел 0,5 km и е съставен от стъклоподобен базалт, обикновено под формата на пилоу лава, и слой 2B, който е дебел 1,5 km и е съставен от диабазови дайки.[7]
- Третия слой е образуван от бавно изстиваща магма под повърхността и е съставен от гранулирани габро и натрупани ултрамафични скали. Той съставя над две трети от обема на океанската кора с дебелина от около 5 km.[8]

### Геохимия
Най-обемните вулканични скали на океанското дъно са базалтите на средноокеанските хребети. Тези скали имат ниска концентрация на големи йонни литофилни елементи, леки редки земни елементи, летливи елементи и други.

### Жизнен цикъл
Океанска кора постоянно бива създаване при средноокеанските хребети. Докато плочите се разделят при тези хребети, магма се издига към горната мантия и кората. Докато се движи надалеч от хребета, литосферата става по-хладна и по-плътна, а седиментите постепенно се натрупват върху нея. Най-младата океанска литосфера е при средноокеанските хребети и прогресивно остарява с увеличаване на разстоянието от хребета.
Количеството разтопена магма, която се произвежда, зависи само от температурата на мантията, докато се издига. Следователно, по-голямата част от океанската кора е с еднаква дебелина (7±1 km). Много бавно разделящите се хребети произвеждат по-тънка кора (4 – 5 km), докато мантията няма възможност да се изстуди при повдигането и се разтапя при по-малка дълбочина, като така се създава по-тънка кора.
Възрастта на океанската кора може да бъде използвана, за да се изчисли дебелината на литосферата, където младата океанска кора не е имала достатъчно време да охлади мантията под нея, докато по-старата океанска кора има по-дебела мантийна литосфера под нея. Океанската литосфера се подпъхва при конвергиращи (приближаващи се) граници на тектонски плочи. Тези граници съществуват между океанската литосфера на една плоча и океанската литосфера на друга или между океанска литосфера на една плота и континентална литосфера на друга. Във втората ситуация океанската литосфера почти винаги се подпъхва, тъй като континенталната литосфера е по-малко плътна. Процесът на субдукция (подпъхване) консумира старата океанска литосфера, така че океанската кора рядко е по-стара от 200 милиона години.
Най-старата едромащабна океанска кора е в западния Тихи океан и северозападния Атлантически океан – и в двата случая тя е на по 180 – 200 милиона години. Все пак, части от източното Средиземноморие са остатъци от доста по-стария океан Тетис и достигат възраст от 270 – 340 милиона години.

## Магнитни аномалии
Океанската кора издава модел на магнитни линии, успоредни на океанските хребети, замръзнали в базалта. Симетричен модел на положителни и отрицателни магнитни линии изхожда от средноокеанските хребети. Нови скали се образуват от магмата при средноокеанските хребети и океанското дъно се разширява от тези точки. Когато магмата изстива, за да образува скали, нейният магнитен поляритет се ориентира спрямо моментното положение на магнитните полюси на Земята. Тогава нова магма избутва старата магма далеч от хребета. Този процес води до успоредни части от океанска кора с променлив магнитен поляритет.